# Craig David
Craig Ashley David (født 5. maj 1981 i Southampton i England) er en engelsk sanger og sangskriver. Hans far er fra Grenada og hans mor fra England. Hans første single "7 days" gav ham en førsteplads på hitlisten i UK som den yngste mandlige solist nogensinde med tre singler fra hans debutalbum Born to do it. Den blev blandt top ti singler i UK, "Walking Away", "Rendezvous", "Fill Me In". Hans andet album Slicker than your average solgte ca. halvdelen af debutalbummet. Hans seneste album, Trust Me, kom 12. november 2007.  

## Diskografi
- Born To Do It (2000)
- Slicker Than Your Average (2002)
- The Story Goes... (2005)
- Trust Me (2007)

- Wikimedia Commons har flere filer relateret til Craig David